# Джексонпорт (Арканзас)
Джексонпорт (англ. Jacksonport, Arkansas) — город, расположенный в округе Джексон (штат Арканзас, США) с населением в 235 человек по статистическим данным переписи 2000 года.

## География
По данным Бюро переписи населения США город Джексонпорт имеет общую площадь в 1,04 квадратных километров, водных ресурсов в черте населённого пункта не имеется.
Джексонпорт расположен на высоте 69 метров над уровнем моря.

## Демография
По данным переписи населения 2000 года в Джексонпорте проживало 235 человек, 66 семей, насчитывалось 104 домашних хозяйств и 114 жилых домов. Средняя плотность населения составляла около 261,1 человек на один квадратный километр. Расовый состав Джексонпорта по данным переписи распределился следующим образом: 94,47 % белых, 2,98 % — чёрных или афроамериканцев, 0,43 % — коренных американцев, 2,13 % — представителей смешанных рас.
Из 104 домашних хозяйств в 25,0 % — воспитывали детей в возрасте до 18 лет, 49,0 % представляли собой совместно проживающие супружеские пары, в 9,6 % семей женщины проживали без мужей, 36,5 % не имели семей. 29,8 % от общего числа семей на момент переписи жили самостоятельно, при этом 11,5 % составили одинокие пожилые люди в возрасте 65 лет и старше. Средний размер домашнего хозяйства составил 2,26 человек, а средний размер семьи — 2,83 человек.
Население города по возрастному диапазону по данным переписи 2000 года распределилось следующим образом: 20,0 % — жители младше 18 лет, 10,6 % — между 18 и 24 годами, 27,2 % — от 25 до 44 лет, 28,9 % — от 45 до 64 лет и 13,2 % — в возрасте 65 лет и старше. Средний возраст жителей составил 41 год. На каждые 100 женщин в Джексонпорте приходилось 97,5 мужчин, при этом на каждые сто женщин 18 лет и старше приходилось 86,1 мужчин также старше 18 лет.
Средний доход на одно домашнее хозяйство в городе составил 26 563 доллара США, а средний доход на одну семью — 28 333 доллара. При этом мужчины имели средний доход в 26 083 доллара США в год против 18 750 долларов среднегодового дохода у женщин. Доход на душу населения в городе составил 14 150 долларов в год. 21,9 % от всего числа семей в округе и 22,9 % от всей численности населения находилось на момент переписи населения за чертой бедности, при этом 25,5 % из них были моложе 18 лет и 17,9 % — в возрасте 65 лет и старше.